# Небесное пламя
«Небесное пламя» или «Небесный огонь» (англ. Fire from Heaven) — исторический роман британской писательницы Мэри Рено, опубликованный в 1969 году. Первая часть трилогии об Александре Македонском.

## Сюжет и оценки
Действие романа происходит в IV веке до н. э. Книга рассказывает о юности Александра Македонского до того момента, когда царевич становится царём (в 336 году до н. э.). Это первая часть трилогии, продолженной романами «Персидский мальчик» и «Погребальные игры». Рено здесь использует не только исторические факты, но и легенды, сложившиеся вокруг личности Александра.
«Небесное пламя», опубликованное в 1969 году, было подвергнуто критике за романтизацию и идеализацию образа Александра, показанного как харизматичный, талантливый и достаточно гуманный для своего времени человек. В то же время рецензенты признали историческую точность Рено в изображении античности, реалистичность стиля без дешёвой сенсационности. По словам автора некролога Рено в «Таймс», «Небесное пламя», как и другие романы писательницы, «олицетворяет высшую цель исторического романа — дать читателю новое представление о прошлом».
«Небесное пламя» было удостоено литературной премии «Серебряное перо»; благодаря этой книге Рено стала в 1971 году членом Королевского литературного общества. В целом трилогия об Александре стала стилеобразующей для писателей, работающих в жанре гей-романа.